# Nate Irving
Nathaniel Irving (* 12. července 1988 v Newarku, stát New Jersey) je hráč amerického fotbalu nastupující na pozici Inside linebackera za tým Indianapolis Colts v National Football League. Univerzitní fotbal hrál za North Carolina State University, poté byl vybrán ve třetím kole Draftu NFL 2011 týmem Denver Broncos.

## Vysoká škola a univerzita
Irving navštěvoval Wallace-Rose Hill High School ve městě Teachey, v posledním ročníku si připsal 110 tacklů, 6 forced fumblů, 3 sacky a interception. Protože od respektovaného webu Rivals.com obdržel hodnocení dvě hvězdičky z pěti, nepatřil mezi vyhledávané hráče ročníku 2006.
K dalšímu působení si vybral North Carolina State University, kde během čtyř sezón odehrál 34 utkání (26 jako startující hráč) a zaznamenal 233 tacklů (97 asistovaných), 8,5 sacku, 39,5 tacklu pro ztrátu, 4 interceptiony a 6 forced fumblů. V posledním ročníku byl vybrán do prvního týmu All-American podle Sports Illustrated a webu Scout.com. Irvin také drží rekord NCAA FBS, když si v jednom utkání dokázal připsat hned 8 tacklů pro ztrátu.

## Profesionální kariéra

### Denver Broncos
Irving byl draftován ve třetím kole Draftu NFL 2011 jako 67. hráč celkově týmem Denver Broncos a oficiálně zde podepsal smlouvu 29. července 2011. Během čtyř sezón v Denveru odehrál 54 zápasů (12 jako startující hráč) a připsal si 104 tacklů (37 asistovaných), 2 sacky, safety a 2 zblokované přihrávky. Nicméně uprostřed listopadu 2014 si poranil koleno, což vyžadovalo operaci a na konci roku se Irving stal volným hráčem.

### Indianapolis Colts
20. března 2015 podepsal Irving tříletou smlouvu s Indianapolis Colts za 9,25 milionů dolarů. 8. prosince 2015 byl zapsán na seznam zraněných, do té doby stihl nastoupit do osmi utkání a v nich si připsat 14 tacklů (2 asistované), sack, forced fumble a 2 zblokované přihrávky.